# دماغه کورنوال

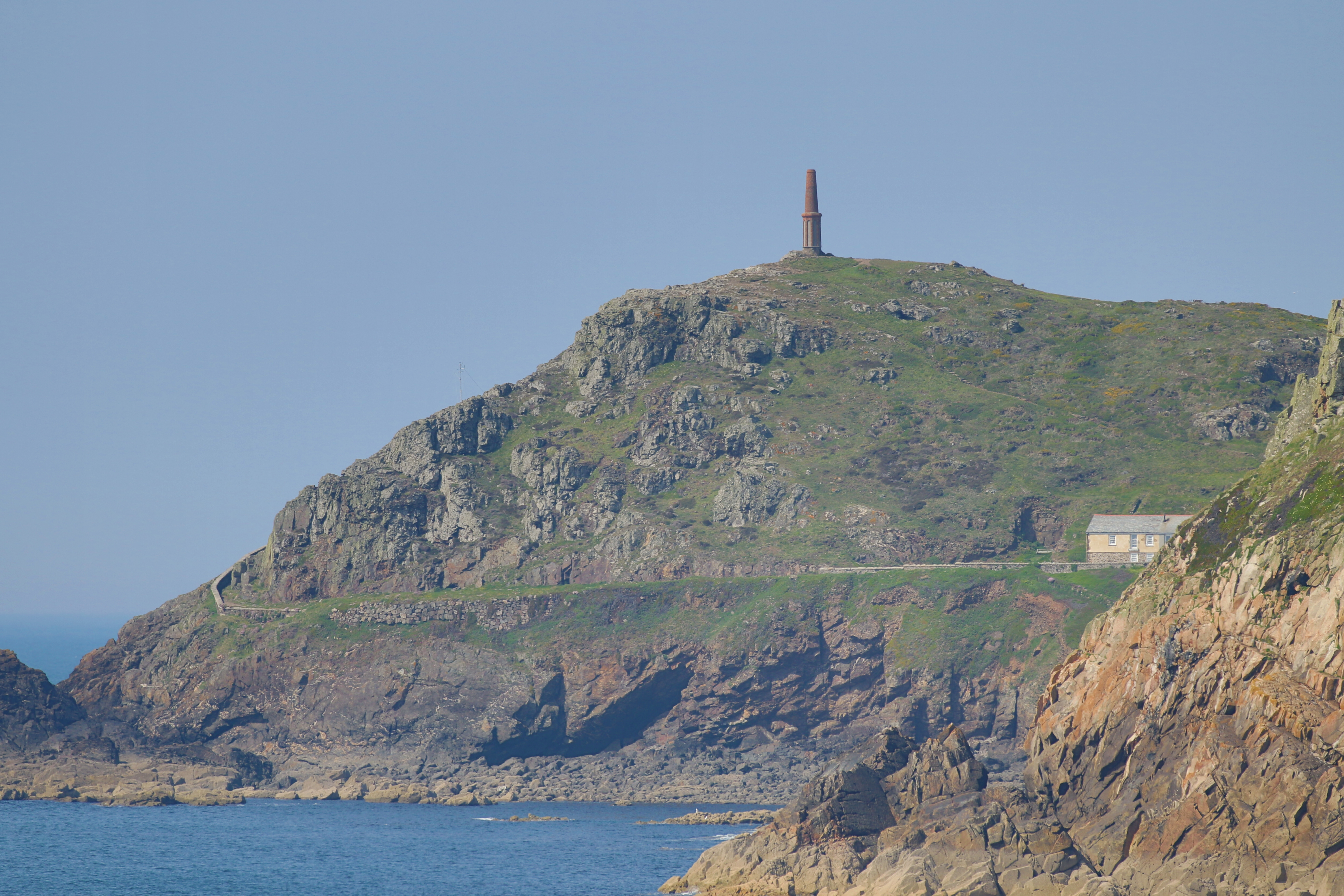
کیپ کورنوال

دماغهٔ کورن‌وال (به انگلیسی: Cape Cornwall) یک دماغه کوچک در جنوب غربی انگلستان است که در چهار مایلی شمال لندز اند، نزدیک سنت جاست-این-پنویث در غرب کورنوال واقع شده‌است.